# Mandarin du Sud-Ouest

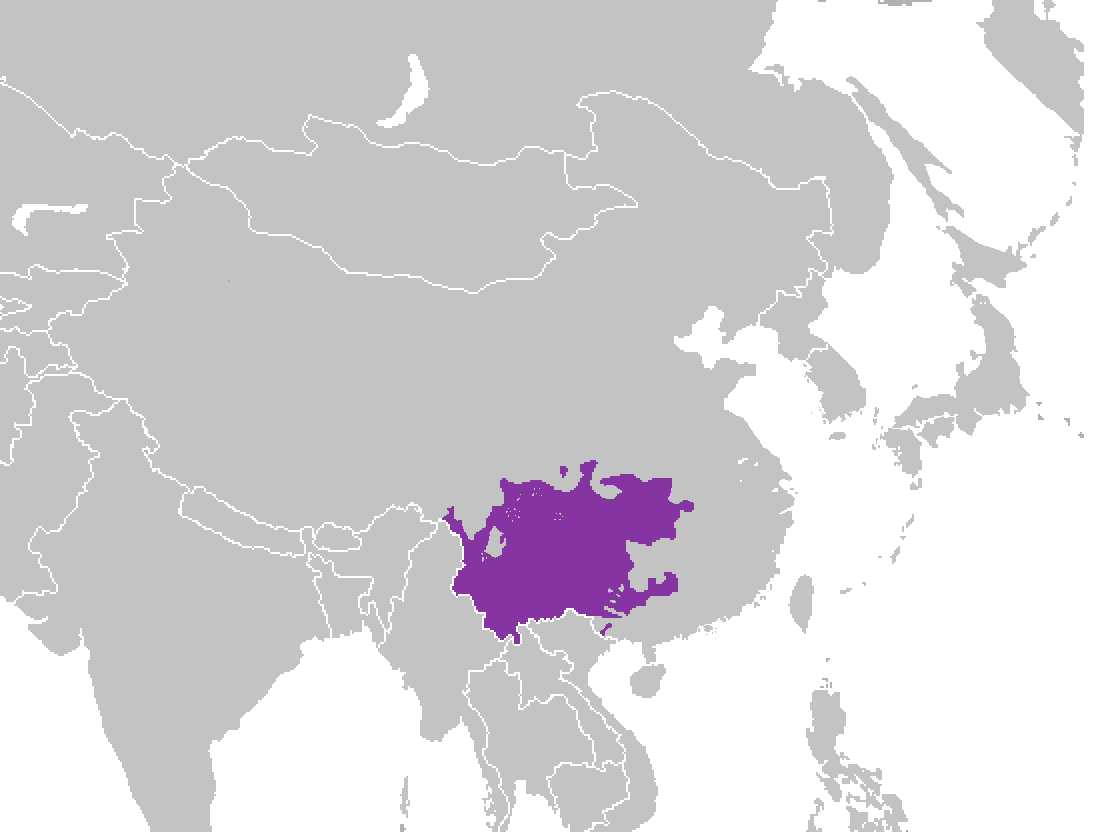
Répartition du Mandarin du Sud-Ouest, ses différentes branches sont inter-compréhensibles

Le mandarin du sud-ouest (chinois simplifié : 西南官话 ; chinois traditionnel : 西南官話 ; pinyin : xīnán guānhuà), huguang (chinois simplifié : 湖广官话 ; chinois traditionnel : 湖廣官話 ; pinyin : húguǎng guānhuà ; litt. « mandarin de l'étendue lacustre ») ou encore mandarin du Haut-Yangzi (chinois simplifié : 上江官话 ; chinois traditionnel : 上江官話 ; pinyin : shàngjiāng guānhuà ; litt. « mandarin du haut-fleuve »), est le dialecte du mandarin parlé entre la vallée du Yangzi Jiang, et l'est du plateau tibétain : ville de Chongqing, provinces du Henan, Hubei, Sichuan et Yunnan.
Considérée indépendamment des autres dialectes du mandarin, le mandarin du Sud-Ouest est, avec quelque 200 millions de locuteurs, la sixième langue parlée dans le monde, après le mandarin, l'espagnol, l'anglais, le hindi et le bengali.[réf. souhaitée]
La présence lointaine de locuteurs mandarins par rapport au foyer originel septentrional en Chine continentale s'explique par la colonisation au XIIe siècle par des pèlerins venus du nord-est pour repeupler ces régions conquises mais dépeuplées à la suite d'épidémies. Le mandarin du Sud-Ouest supplanta notamment le bashu.
Selon certaines classifications, le mandarin guiliu / 桂柳官话, guìliǔ guānhuà (de Guilin et Liuzhou; ou 桂柳话, parfois 桂柳片) au nord du Guangxi serait suffisamment spécifique pour faire l'objet d'une classification distincte du mandarin du sud-ouest.
Quatre dialectes du mandarin Gui-Liu identifiés :
- dialecte de Guilin
- dialecte de Liuzhou
- dialecte de Quanzhou
- dialecte de Xingan